# Carinotetraodon
Carinotetraodon, del Latin carīna, "quilla", del griego clasico τετρα- (tetra-), "cuatro", y ὀδούς (odoús), "diente", es un género de peces de la familia Tetraodontidae en el orden de los Tetraodontiformes.

## Especies
Las especies de este género son:
- Carinotetraodon borneensis (Regan, 1903)
- Carinotetraodon imitator (Britz et Kottelat, 1999)
- Carinotetraodon irrubesco (Tan, 1999)
- Carinotetraodon lorteti (Tirant, 1885)
- Carinotetraodon salivator (Lim et Kottelat, 1995)
- Carinotetraodon travancoricus (Hora et Nair, 1941)